# Карл Таузіг
Карл (Кароль) Таузіг (пол. Karol Tausig; 4 листопада 1841, Варшава, Королівство Польське — 17 липня 1871, Лейпциг) — польський піаніст- віртуоз, композитор і педагог.

## Біографія
За походженням - чеський єврей. Музичну освіту здобув y свого батька Алоїса Таузіга (1820-1885), видатного музиканта, який користувався у Варшаві великою популярністю. З 1855 по 1859  Таузіг навчався у знаменитого Ференца Ліста у Веймарі й був його улюбленим учнем. 
У 1859 році дебютував у Берліні в супроводі оркестру під керівництвом Ганса фон Бюлова. 
У 1865 році відкрив у Відні Школу вищої піаністичної майстерності, що діяла до 1870 року (серед його учнів була Софі Ментер). Таузіг часто здійснював музичні турне. 
Разом з Рубінштейном і Лістом Карл Таузіг вважався найкращим піаністом XIX століття. Був близьким другом Вагнера та одним із найталановитіших представників «музики майбутнього». Йому належить ініціатива побудови відомого Вагнерівського театру в Байройті. 

## Творчість
Гра Карла Таузіга відрізнялася винятковою технікою, віртуозністю та натхненням. Володів композиторським обдаруванням - написав концерт для фортепіано з оркестром, 2 фортепіанних етюди (виділяється Fis-dur), симфонічні поеми. Йому також належать фортепіанні транскрипції: сонати Д. Скарлатті (в тому числі «Пастораль», «Капріччо») та ін., органної токати і фуги, хорової прелюдії Й. С. Баха ; 3 фрагменти з струнних квартетів Л. ван Бетховена, «Запрошення до танцю» Вебера, один з «Військових маршів» та один з полонезів Шуберта, «Контрабандист» Шумана, фрагменти з «Валькірії» і «Трістана та Ізольди» Вагнера, 3 вальси Штрауса та ін., переклади для фортепіанно опери «Нюрнберзькі мейстерзінгери» Вагнера і редакція «Добре темперованого клавіру» Й. С. Баха.
Зберегли значення інструктивні роботи композитора: обробка обраних етюдів зі збірки етюдів «Шлях до Парнасу» Муціо Клементі, а також «Щоденні вправи». 

## Вибрані твори
- «Ungarische Zigeunerweisen»,
- «Nouvelles soirées de Vienne»,
- «Tägliche Studien».